# 6792 Акіяматакасі
6792 Акіяматакаші (1991 WC, 1980 WL2, 1987 QS10, 1989 EW11, A903 VC, 6792 Akiyamatakashi) — астероїд головного поясу, відкритий 30 листопада 1991 року.
Тіссеранів параметр щодо Юпітера — 3,498.